# Barby (Savoia)
Barby és un municipi francès situat al departament de la Savoia i a la regió d'Alvèrnia-Roine-Alps. L'any 2007 tenia 3.284 habitants.

## Demografia

### Població
El 2007 la població de fet de Barby era de 3.284 persones. Hi havia 1.275 famílies de les quals 495 eren unipersonals (211 homes vivint sols i 284 dones vivint soles), 345 parelles sense fills, 301 parelles amb fills i 134 famílies monoparentals amb fills.
La població ha evolucionat segons el següent gràfic:
Habitants censats

### Habitatges
El 2007 hi havia 1.371 habitatges, 1.304 eren l'habitatge principal de la família, 15 eren segones residències i 53 estaven desocupats. 482 eren cases i 785 eren apartaments. Dels 1.304 habitatges principals, 674 estaven ocupats pels seus propietaris, 620 estaven llogats i ocupats pels llogaters i 9 estaven cedits a títol gratuït; 123 tenien una cambra, 203 en tenien dues, 267 en tenien tres, 297 en tenien quatre i 414 en tenien cinc o més. 877 habitatges disposaven pel capbaix d'una plaça de pàrquing. A 634 habitatges hi havia un automòbil i a 439 n'hi havia dos o més.

### Piràmide de població
La piràmide de població per edats i sexe el 2009 era:
| Homes | Edats   | Dones |
| ----- | ------- | ----- |
| 0     | 95 o +  | 4     |
| 12    | 90 a 94 | 16    |
| 8     | 85 a 89 | 32    |
| 4     | 80 a 84 | 40    |
| 32    | 75 a 79 | 36    |
| 32    | 70 a 74 | 88    |
| 64    | 65 a 69 | 88    |
| 80    | 60 a 64 | 92    |
| 64    | 55 a 59 | 68    |
| 108   | 50 a 54 | 88    |
| 104   | 45 a 49 | 140   |
| 96    | 40 a 44 | 108   |
| 100   | 35 a 39 | 88    |
| 100   | 30 a 34 | 72    |
| 136   | 25 a 29 | 80    |
| 220   | 20 a 24 | 84    |
| 140   | 15 a 19 | 100   |
| 100   | 10 a 14 | 68    |
| 84    | 5 a 9   | 52    |
| 56    | 0 a 4   | 56    |

## Economia
El 2007 la població en edat de treballar era de 2.307 persones, 1.816 eren actives i 491 eren inactives. De les 1.816 persones actives 1.630 estaven ocupades (1.076 homes i 554 dones) i 186 estaven aturades (101 homes i 85 dones). De les 491 persones inactives 183 estaven jubilades, 135 estaven estudiant i 173 estaven classificades com a «altres inactius».

### Ingressos
El 2009 a Barby hi havia 1.286 unitats fiscals que integraven 2.801 persones, la mediana anual d'ingressos fiscals per persona era de 19.449 €.

### Activitats econòmiques
Dels 113 establiments que hi havia el 2007, 2 eren d'empreses alimentàries, 2 d'empreses de fabricació de material elèctric, 16 d'empreses de fabricació d'altres productes industrials, 25 d'empreses de construcció, 21 d'empreses de comerç i reparació d'automòbils, 5 d'empreses de transport, 3 d'empreses d'hostatgeria i restauració, 5 d'empreses financeres, 2 d'empreses immobiliàries, 12 d'empreses de serveis, 11 d'entitats de l'administració pública i 9 d'empreses classificades com a «altres activitats de serveis».
Dels 32 establiments de servei als particulars que hi havia el 2009, 1 era una oficina de correu, 2 oficines bancàries, 3 tallers de reparació d'automòbils i de material agrícola, 1 taller d'inspecció tècnica de vehicles, 7 paletes, 5 guixaires pintors, 3 fusteries, 1 lampisteria, 4 electricistes, 2 perruqueries, 1 restaurant, 1 agència immobiliària i 1 saló de bellesa.
Dels 3 establiments comercials que hi havia el 2009, 1 era una botiga de menys de 120 m², 1 una llibreria i 1 una floristeria.
L'any 2000 a Barby hi havia 4 explotacions agrícoles.

## Equipaments sanitaris i escolars
L'únic equipament sanitari que hi havia el 2009 era una farmàcia.
El 2009 hi havia 1 escola maternal i 1 escola elemental. Barby disposava d'un col·legi d'educació secundària amb 477 alumnes.

## Poblacions més properes
El següent diagrama mostra les poblacions més properes.